# Histoire des mouvements étudiants à l'université Paris-Nanterre
 (août 2023).
L'université Paris-Nanterre est une université française qui, depuis sa fondation, est l'objet de mouvements étudiants importants coïncidant parfois avec l'Histoire de France. L'université est notamment le lieu de départ du mouvement social de Mai 1968.
Elle détient le record avec le Centre Pierre-Mendès-France des blocages en Île-de-France, parfois assortis de violences.

## Mouvements étudiants des années 1960
À partir de 1966, l'université se fait surtout remarquer comme le théâtre du développement des groupes d'extrême gauche et les prémices du mouvement de 1968.

### L'arrivée des anarchistes en 1964 et 1965
La Liaison étudiante anarchistes apparait à Nanterre dans le sillage des rapprochements depuis 1963 des anarchistes avec le Comité de liaison des étudiants révolutionnaires (CLER), à Nantes, Strasbourg ou la Sorbonne, au sein d'une « Tendance, syndicaliste révolutionnaire » de l'UNEF. Richard Ladmiral et Thomas Ibáñez entament à la Sorbonne, dès la rentrée 1963 au sein de l'UNEF une collaboration assez étroite avec la « Tendance syndicaliste révolutionnaire » impulsée par les lambertistes[réf. nécessaire], sur le modèle de l’alliance tissée dans la région de Saint-Nazaire[réf. nécessaire]. En Mai 68 à Nantes, des ouvriers "lambertistes" seront aux débuts du mouvement de grève générale de Mai 68. Ils sont aidés par Alexandre Hébert, responsable régional de Force ouvrière et la figure de proue locale entre anarcho-syndicalistes et lambertistes.
La LEA diffuse à la rentrée 1964 un communiqué dans Le Monde libertaire[réf. nécessaire] convoquant une réunion, en octobre, à son local de la rue Sainte-Marthe[réf. nécessaire] : une douzaine d’étudiants, y viennent, parmi eux, Jean-Pierre Duteuil et Georges Brossard – fraichement inscrits à la nouvelle université de Nanterre[réf. nécessaire]. Venu du lycée de Nanterre, Jean-Pierre Duteuil participé à l’envahissement de la pelouse lors d’un match de rugby à Colombes entre la France et l’Angleterre devant les caméras de télévision mais a aussi rencontré des militants anarchistes italiens en Italie. La LEA Nanterre prône l'interruption de cours, le refus systématique de tout pouvoir, fût-il symbolique, et la critique virulente du contenu de l’enseignement[réf. nécessaire].
La LEA de Nanterre accueille à la rentrée 1965 Daniel Cohn-Bendit, qui a connu des militants de Nanterre lors du camping international libertaire organisé par la FIJL en 1965 à Aiguilles, dans le Queyras,. Elle publie fin 1965 une brochure "Positions sur l’enseignement et le syndicalisme", dénonçant "la classe dirigeante qui organise l’éducation nationale (...) pour renforcer les positions des monopoles sur le marché du travail" , l’évaluation scolaire, qui "éduque dans un état d’esprit arriviste et de compétition" ou l’enseignement de l’histoire qui donne "l'explication des guerres par les seules ruptures diplomatiques"[réf. nécessaire].
Puis elle voit apparaître en son sein la TSFR (Tendance Syndicale Révolutionnaire Fédéraliste), qui début 1967, se fait élire au bureau de l’UNEF en philosophie / sociologie / psychologie , grâce à l’absence d’une partie du bureau[réf. nécessaire].
"Les Provos hollandais nous ont montré un des moyens de créer ce type de situation qui aggrave les conflits, libère les énergies, montre à chacun son vrai rôle", explique cette TSRF, qui pratique dénonciation et provocation systématiques de toute forme de répression, ainsi que le soutien écrit à toutes les actions directes qui apparaissent : "occupations du restau-U, du bâtiment des filles de la cité, et une foule d’autres actions auxquelles nous n’avons pas pensé", écrit son journal[réf. nécessaire].
La LEA voit apparaître en son sein la TSFR (Tendance Syndicale Révolutionnaire Fédéraliste), qui début 1967, se fait élire au bureau de l’UNEF en philosophie / sociologie / psychologie , grâce à l’absence d’une partie du bureau[réf. nécessaire].

### Premiers affrontements avec l'extrême-droite en 1966
Une « trentaine de militants » d'Occident « ont attaqué un meeting » de gauche devant le restaurant universitaire de Nanterre, les 16 et 17 novembre 1966,, en présence de Daniel Cohn-Bendit, déclenchant « une violente bagarre à coups de barre de fer et de manches de pioche » et causant « deux blessés graves parmi les membres des mouvements de gauche et une dizaine de blessés légers », parmi lesquels le futur cinéaste Pascal Bonitzer.

### La grève de novembre 1967 et la Commission Campus
Le 9 novembre 1967, un tract commun de l'UNEF et de divers syndicats de la FEN lance une manifestation de plusieurs milliers de personnes : étudiants et lycéens se mobilisent à l'appel de l'UNEF contre le Plan Fouchet et contre les Ordonnances sur la Sécurité sociale.
Le 17 novembre 1967, les étudiants en sociologie de Nanterre lancent un mot d'ordre de « grève sauvage », en accord avec leurs professeurs : les étudiants sont là et discutent de leurs problèmes avec ces derniers. Pour la majorité des étudiants, cette grève ne remettait pas en cause le principe de la réforme Fouchet, mais ses modalités : travaux pratiques surchargés, manque de bibliothèques, problème des équivalences entre l'ancien et le nouveau régime, observe L'Express.
Le mouvement gagne l'ensemble de la faculté et dure 10 jours : il obtient la constitution d'une commission mixte (étudiants, professeurs) chargée d'élaborer les propositions communes à soumettre au ministère. Une solution dont sont satisfaits les étudiants qui ont créée en novembre 67 la Commission Campus, voulue par les modérés. Ces "modérés" condamnent les "minorités agissantes", sur fond de crise de l'UNEF et de crise de l'Union des étudiants communistes, qui refusent cette réforme "technocratique" et dénoncent au contraire l'asservissement de l'Université aux besoins immédiats de l'industrie.
La grève démarre à Nanterre pour protester contre le plan Fouchet, qui prévoit le développement de formation courtes dans le premier cycle. Début 1968, Dominique Tabah et sa sœur sont interviewées, en tant que dirigeantes de l'association des résidents de Nanterre, dans un film documentaire de Victor Franco et Claude Ventura réalisé pour l’ORTF : comment vivent les étudiants dans la résidence de Nanterre en grève depuis novembre 1967. Plus tard, Dominique Tabah participe aux manifestations au Quartier latin et racontera la difficulté de prendre la parole en tant que jeune femme, alors que les hommes se complaisent dans la violence de rue.

### Les évènements violents de décembre 1967-janvier 1968
Dès la fin de la grève de novembre 1967 contre la création des IUT, les anarchistes, alliés aux Enragés, réclament la dissolution de l'UNEF puis organisent un boycott des cours. Ce mouvement indigne les étudiants qu'il empêche de travailler. Une rumeur traîne alors dans le microcosme gauchiste : l'administration de l'université a dressé des listes noires. Les enragés empruntent un appareil photo et photographient n'importe qui dans le hall, puis collent les clichés sur des panneaux et promènent le tout, le 26 janvier. Cette manifestation du 26 janvier dans le hall de la Faculté « contre les listes noires » déclenche la première intervention de la police dans les locaux universitaires.
Dès la fin du mois de décembre 1967, ils multiplient les actions scandaleuses à Nanterre : interruption de cours, graffitis énormes, et « tomatage » des professeurs avec le soutien des anarchistes, qui craignent d'être pris de vitesse. Lors de l'affichage mural géant du tract intitulé « En attendant la cybernétique les flics », le texte initial n'est pas respecté et les signes de ponctuation sont remplacés par des croix gammées.
Le doyen Pierre Grappin n'apprécie pas d'être traité de nazi et ces croix gammées tracées sur les murs, d'autant qu'il a fait des ouvertures un mois plus tôt en créant des commissions paritaires.
Quelques jours plus tard, Patrick Cheval est expulsé de la cité universitaire.
Dans la foulée, au début du mois de février 1968, en hommage aux plus radicaux des sans-culottes de la Révolution française est donné le nom d'«Enragés» au groupe qui prend forme autour de Patrick Cheval, Gérard Bigorgne, plus tard exclu pour cinq ans de toutes les universités françaises et René Riesel, convoqué devant le conseil de l'Université avec six autres étudiants, ce qui déclenchera les événements du mois de mai.
Juste après, Cohn-Bendit doit comparaître devant la commission spéciale d'expulsion de la Préfecture de Police, le samedi 17 février. Il est menacé d'expulsion du territoire français « pour avoir tenu des propos offensants à l'égard de M. Missoffe, lors de l'inauguration de la piscine de Nanterre, mais aussi pour avoir participé à l'agitation politique "dans un mouvement anarchiste à la faculté" ».
Parmi les 8 étudiants convoqués début mai devant le conseil d'université pour des sanctions pour répondre de la soirée du 22 mars, il y a René Riesel, des "enragés". Yves Flesch et Pierre Ploix, étudiant en sociologie, sont aux comités maoïstes pour le Viet Nam. Daniel Schulmann a quitté la JCR pour se rapprocher des pro-chinois, Michel Pourny est membre du bureau national du Comité de liaison des étudiants révolutionnaires. Seul Olivier Castro n'est membre d'aucune organisation.

### Mai 1968

#### La situation sociale et politique du campus à la rentrée 1967
La Jeunesse communiste révolutionnaire (JCR) se crée à Pâques 1966, mais ne fonctionnera réellement qu'en octobre puis créé en novembre 1966, un Comité Vietnam  avec des enseignants et des étudiants de l'UEC, avec des objectifs pacifistes et «apolitiques» calqués sur ceux du Mouvement de la paix puis en prend le contrôle et développe le CVN Nanterre qui va adhérer au Comité Vietnam national. De 1966 à 1968, la JCR joue par ailleurs un rôle prépondérant dans l'UNEF Nanterre.
Pendant quelques mois de l'année 1967, l'AFGEN pour l'UNEF de l'ensemble de Nanterre est présidée par Jean-François Godchau (JCR, étudiant en histoire). Pendant l'hiver 1967-1968, est apparue la figure d'Yves Stourzé, qui lui succède. La direction de l'université a accordé un local syndical unique, commun à l'UNEF et la FNEF, implantée au département de Droit et Sciences Eco.
L'UNEF n'avait, en sciences économiques, au début pas d'existence vraiment indépendante de la rue d'Assas (l'AGEDESEP). Jean-Pierre Dupuis a fondé le groupe d'études de l'UNEF en droit et sciences économiques pour Nanterre en 1967. Il crée un groupe d'études avec la neutralité bienveillante de quelques éléments de l'UEC, et l'aide d'Alain Lenfant, un des rares de la JCR en droit et sciences économiques et celle de Jean-Paul Guillot, un militant catholique , qui quelques mois plus tard fondera le MARC, mouvement d'action et de recherche critique.
La Jeunesse communiste révolutionnaire est contre la première occupation du bâtiment des filles en mars 1967, organisée par l'ARCUN (Association des résidents), mais certains des initiateurs de l'occupation sont des sympathisants très proches et elle va tenter ensuite de contrôler l'ARCUN. Parmi ceux qui étaient à la Cité, Daniel Bensaïd qui venait de Toulouse, Bernard Benichou qui arrivait d’Algérie, ou Jacques Tarnero.
En septembre 1967, le grand public découvre les « maos » de Nanterre avec "La Chinoise", film de Jean-Luc Godard, qui y gagnera le sobriquet de « plus con des Suisses prochinois ».
Avant d'être médiatisée comme un des épicentres de Mai 68, Nanterre était progressiste : dès décembre 1967, le principe de cogestion, l'une des principales conquêtes du mouvement étudiant de 1968, était acquis. Des professeurs fondateurs, dont le germaniste et doyen Pierre Grappin, le philosophe Paul Ricœur ou le latiniste Jean Beaujeu, ont mis en place des relations plus égalitaires avec les assistants et les élèves.
À la rentrée 1967, les groupuscules d'extrême-gauche à Nanterre représentent entre 130 et 140 personnes, pour la plus grande partie en lettres où il y a 12 000 inscrits en 1967/1968 soit 1,1 % du total, selon l'anarchiste Jean-Pierre Duteuil. Les 29 résidents menacés de sanctions à la suite de l'occupation du bâtiment des filles en mars 67 ne sont pas tous membres ni même proches d'une des organisations politiques. Ces dernières sont réparties entre quatre pôles. La Jeunesse communiste révolutionnaire (JCR) regroupe une quarantaine de personnes sous son influence directe, dont environ 25 sont adhérents, tandis que le groupe anarchiste LEA ne compte qu'une quinzaine de participants. L'UJCml (maoïste) et le CLER Comité de liaion des étudiants révolutionnaires, avec leurs 7 ou 8 adhérents contrôlent, par le biais du Comités Viêtnam de base (CVB) (CVB) et de la «tendance», entre vingt-cinq et trente étudiants pour la première, une quinzaine pour le second. Le Comité de liaion des étudiants révolutionnaires est plus implanté dans d'autres universités ce qui l'amène à faire pression sur la direction de l'UNEF. La direction de l'UJCml détache en avril 1968 à Nanterre deux étudiants en architecture : Jacques Barda et Roland Castro. Parmi les militants de l'UJCml, Isabelle Saint-Saëns, amie d'enfance de Nicole Lapierre et Yves Fleischl, parti à Vincennes en 1969, qui transmettront en une photo de l'occupation à Mediapart,, Joél Bonamy et Charles Masse ou encore Christine Buci-Glucksmann, mariée avec le philosophe André Glucksmann de 1958 à 1974, mais qui était étudiante à la Sorbonne. L'Université est en travaux, entre deux bidonvilles, l'un vers la Seine, l'autre vers la petite colline qui abritera la préfecture des Hauts-de-Seine, où les étudiants allait très souvent parce qu’y était service un excellent couscous bon marché. Jacques Rémy[Lequel ?], sera un des chefs du service d’ordre de l’UJC puis de la GP, comme Jean-Claude Zancarini, dit "Tarzan".
À ces quatre organisations, s'ajoutent deux ou trois militants de Lutte ouvrière, qui comme l'UJCml se consacrent peu aux luttes étudiantes mais soutiennent à l'occasion les plus radicaux par un vote et sont présents le soir du 22 mars, ainsi que 3 ou 4 étudiants socialistes unifiés (ESU) du Parti socialiste unifié, partagés entre la tendance majoritaire de leur parti, majoritaire au bureau national de l'UNEF et une minorité prochinoise proche du PCMLF, selon Jean-Pierre Duteuil. En mars 1968, la section ESU de Nanterre comporte de 15 à 20 membres, estime au contraire son leader Jean-Pierre Dupuis.
Un dernier groupe de sept ou huit est appelé les «pro-situs» ou les «enragés». Il est distinct des anarchistes, et deviendra célèbre par plusieurs interventions : deux affiches («en attendant la cybernétique, les flics» et «A vous de jouer, camarades»), la chanson «La grappignole» sur l'air de la Carmagnole, et nombre d'inscriptions sur les murs. Le soir du 22 mars, 3 des «pro-situs» décident de fouiller les bureaux administratifs pour détruire les dossiers des étudiants, créant une polémique avec le reste des occupants.

#### L'occupation du bâtiment des filles à la Résidence universitaire
Au début de 1966, après trois mois d'agitation, un nouveau directeur de la résidence prit sur lui d'établir un règlement laissant toute liberté aux jeunes gens, sous cette réserve que les mineurs devraient avoir l'autorisation de leurs parents.
Dominique Tabah, étudiante de philosophie à Nanterre, débarque avec sa sœur et leur oncle Léon, pour s'installer au dernier étage, pour l'année 1966-1967. Elles fondent l'ARCUN, l'Association des résidents de la Cité universitaire de Nanterre, qui compte dès 1967 plus de 800 adhérents sur 1 400 résidents.
Il y a une antenne du planning familial à Nanterre, que Dominique Tabah soutient, mais le règlement de la cité universitaire interdit de bouger un meuble, une affiche, et précise qu'après 22 heures, les garçons peuvent recevoir des visites tandis que c'est interdit aux filles. « On parlait des filles qui montent et de celles qui ne montent pas » se souvient Dominique Tabah, qui déplore cette discrimination et d'infantilisation,. Le règlement est détourné régulièrement, comme à la résidence universitaire Jean-Zay d'Antony où les résidents ont empêché en 1966 les ouvriers d'édifier devant le bâtiment des filles la loge du concierge chargé du contrôle, surnommée « loge de la honte ».
Au début de 1967, le bureau national du Parti socialiste unifié (PSU) décide de lancer une campagne sur les résidences, menée par Bernard Ravenel, secrétaire de la section du PSU à la résidence universitaire Jean-Zay d'Antony, où en 1965-1966, une pétition a rassemblé 1 500 signatures contre les nouvelles loges permettant de contrôler les entrées, selon l'historien Adrien Dansette. De la bataille pour être libre d’être avec qui bon vous semble, surtout menée par les étudiantes, est "restée une idée: les filles gagnent !", selon Bernard Ravenel.
Le 16 octobre 1965, huit résidents d'Antony sont traduits en conseil de discipline à cause de leur opposition à la construction de la loge. La mixité est finalement obtenue dans chaque bâtiment de la résidence universitaire Jean-Zay en 1967, mais à Nanterre rien n'a changé.
À Nanterre, l'ARCUN organise le 21 mars 1967 une conférence de Boris Fraenkel sur La Révolution sexuelle de Wilhelm Reich, mais 29 personnes sont exclues de la cité universitaire dans les jours qui suivent. Six jours après, le 29 mars 1967,, le hall du bâtiment des filles est occupé symboliquement par soixante étudiants de l'ARCUN, qui négocient leur sortie contre l'absence de sanctions. L’ARCUN remettra cela plusieurs fois. Elle va par ailleurs se fédérer à la Fédération des résidences universitaire de France (FRUF) fondée en 1964 à Antony la suite de la grande grève des loyers de novembre 1963.
Le 13 février 1968, une assemblée générale de l'ARCUN soutient la décision de la FRUF de rejeter tout règlement intérieur «imposé par l'administration». La FRUF et l'UNEF proclament « l'abrogation unilatérale du règlement le lendemain et le soir, à Nanterre, le hall du pavillon des filles est occupé symboliquement.
Le 22 février, lors des assises locales de l'UECF aux Bains-douches de Nanterre, l'UNEF considère comme «hypocrites» les propositions d'Alain Peyrefitte pour les résidences et le 13 mars, une réunion d'information est organisée par l'ARCUN pour préparer la manifestation de l'UNEF du 14 mars à la Halle aux vins sur les problèmes des résidences.

#### Fondation du mouvement du 22 mars 1968

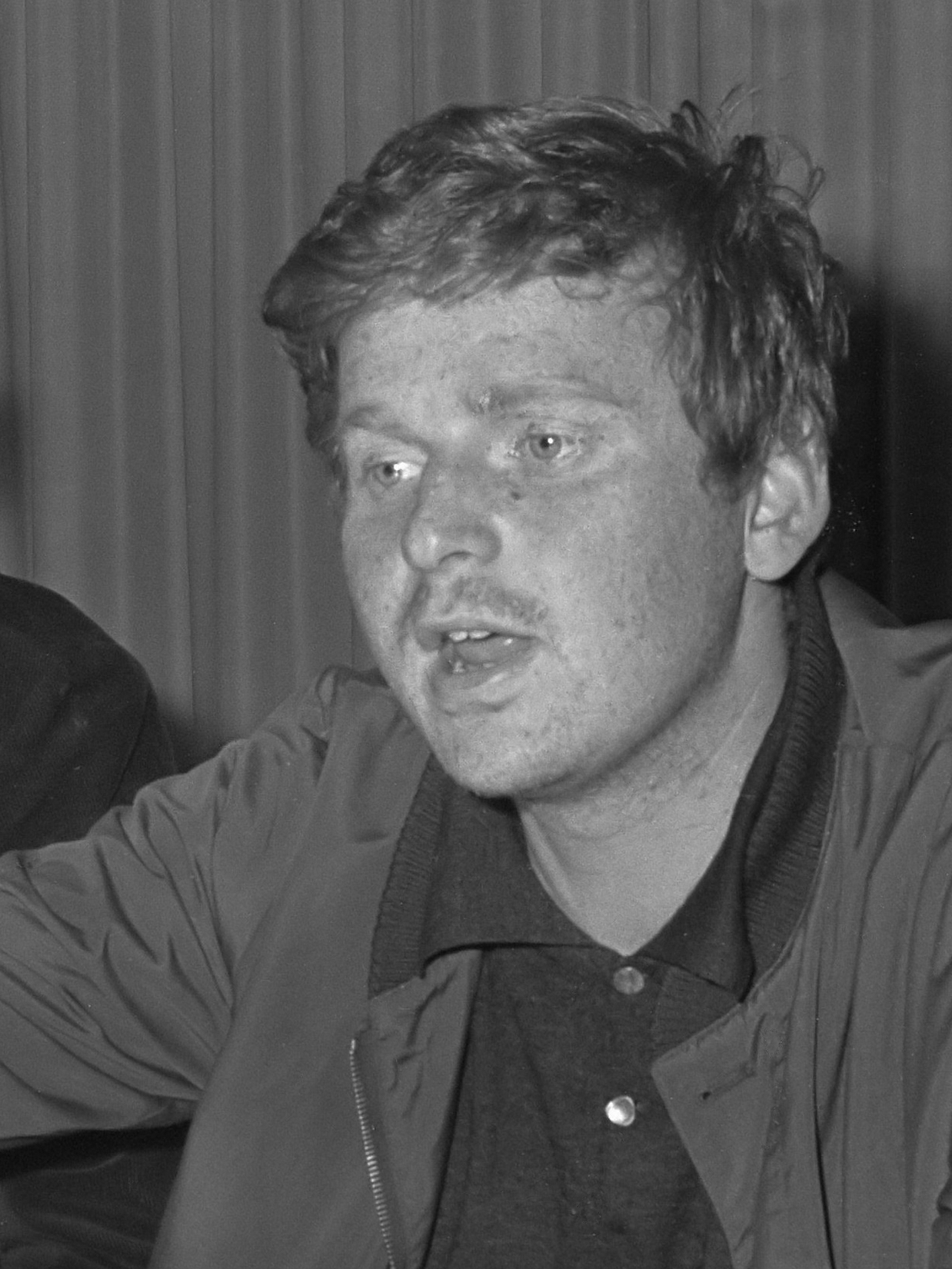
Daniel Cohn-Bendit en 1968.

Le 20 mars 1968, à l'occasion d'une manifestation organisée par le Comité Vietnam national (CVN) « pour la victoire du peuple vietnamien contre l'impérialisme américain », trois cents étudiants saccagent le siège de l'American Express, à l'angle de la rue Scribe et de la rue Auber à Paris. Six activistes sont arrêtés, dont Xavier Langlade, étudiant à Nanterre et membre du service d'ordre de la Jeunesse communiste révolutionnaire (décédé à Cuba le 15 janvier 2007), et Nicolas Boulte, ancien secrétaire général de la Jeunesse étudiante chrétienne, secrétaire du Comité Vietnam national, et futur membre de la Gauche prolétarienne (mort par suicide en 1975).
Vers 15 heures, une assemblée générale exige la libération des militants interpellés et en garde à vue depuis le 20 mars. Après de vifs débats, il est décidé d'occuper, le jour même, le dernier étage de la tour universitaire où siège le conseil de la faculté. Le lieu est symbolique : c'est celui du pouvoir universitaire d'où sont exclus les étudiants.
À 21 heures, 142 étudiants, profitant d'une porte laissée ouverte, occupent le huitième étage du bâtiment administratif de l'université, la salle du conseil des professeurs, « un symbole de l'autorité de l'université ». Dans la soirée, Daniel Cohn-Bendit, à la tête d'une délégation d'une vingtaine d'étudiants, vient annoncer la nouvelle à la fin du concert que l'Orchestre de Paris donne à l'amphithéâtre B2 de la faculté, au rez-de-chaussée.
Au huitième étage, une commission rédige un « manifeste » qui appelle à « rompre avec des techniques de contestation qui ne peuvent plus rien » et reprend l'essentiel des revendications portées par les étudiants depuis un an : l'anti-impérialisme, la dénonciation de la répression policière, la critique de l'université et du capitalisme.
Dans la salle, Angéline Neveu, étudiante en philo à Paris et membre des "Enragés", qui allait assister aux cours de sociologie d'Henri Lefebvre et avait pris l'habitude de perturber ses cours après son retour du Japon, lui reprochant de surtout parler des restaurants, des sushis, au lieu de donner des vraies nouvelles du Japon, c'est-à-dire du Zengakuren. Elle constate la présence de beaucoup de gens de l'extérieur, des gens assez costauds prêts à intervenir et le dessin ce soir là d'une affiche : « Courant d'air sur le pommier du Japon », détournant un tableau du peintre Marcel Duchamp. Les situationnistes présents fouillent dans les tiroirs pour trouver de l'alcool mais "il n'y avait pas d'alcool". Ils ont alors sorti trois verres et sont partis après cinq minutes après le discours de l'anarchiste Cohn Bendit déclarant qu'ils sont en train de voler les verres.
Le lendemain, c'est l'annonce aux médias de la création du Mouvement du 22 Mars par Daniel Cohn-Bendit, Alain Geismar, alors dirigeant du Snesup et 140 autres.

#### La réactions des professeurs au mouvement du 22 mars 1968
Peu après la création du Mouvement du 22 Mars, la majorité des professeu=rs, dont l'historien René Rémond, se sont opposés au mouvement des « enragés » du 22 mars, notamment en signant une pétition, lue au conseil de la faculté le 22 avril 1968, menant à la création d'une force universitaire de sécurité sous l'autorité du doyen, à la création d'un conseil universitaire de discipline et à la banalisation des zones non construites de l'Université, désormais ouvertes à l'intervention de la police. Le sociologue Alain Touraine, Guy Michaud et Paul Ricœur s'y opposèrent, signant à cet effet une tribune dans Le Monde daté du 2 mai 1968. Le lendemain (2 mai), une journée « anti-impérialiste » fut organisée dans la fac par les étudiants, au cours de laquelle le cours de René Rémond fut annulé, suscitant des conflits entre les étudiants contestataires et certains étudiants souhaitant assister à son cours. Le doyen Grapin prit alors la décision de fermer administrativement la fac, ce qui a conduit à l'extension du mouvement au quartier Latin et au début proprement dit de mai 68. Huit étudiants de Nanterre, dont Cohn-Bendit, sont convoqués le 6 mai 1968 par le rectorat en commission disciplinaire; les professeurs de Nanterre Henri Lefebvre, Guy Michaud, Alain Touraine et Paul Ricœur les accompagnent alors en soutien.

#### Les événements d'avril 1968
- 21 avril 1968, Occident saccage, par représailles, le siège de l'UNEF puis le 22 avril 1968 les locaux du Comité Vietnam national. Le lendemain, les gauchistes saccagent le local de la FNEF[45].
- mardi 23 avril, tensions entre étudiants de droite et de gauche durant le congrès de l’UNEF [46]. Daniel Cohn-Bendit harangue un groupe de militants du Mouvement du 22 Mars pour les convaincre d'attaquer le local de la FNEF, dirigé à Nanterre par Jean-Luc Gréau, selon lui responsable des actes d'Occident, ce qui cause deux blessés chez cette dernière[47] puis le quasi-lynchage en cours de l’étudiant Yves de Kerautem[48], militant de la FNEF[49]. Pratiquant un discours volontairement modéré[49], la FNEF s'oppose en fait au mouvement de Mai 68[49] surtout par des tracts moqueurs. À Nanterre, son représentant, Didier Gallot, président de l'Assiation des Étudiants en Lettres, est interviewé par l'ORTF et estime qu'il faut dialoguer avec les autorités universitaires[13].
- jeudi 25 avril, nouvelle bagarre à Nanterre » en relation avec les problèmes à l’UNEF[50], une quarantaine de militants gauchistes menés par Daniel Cohn-Bendit rossent Hubert de Kervenoaël[47]. Il a dix points de suture et dix jours d'arrêt de travail. Son portefeuille lui a été volé. À 17H, réunion avec Pierre Juquin, perturbée par les maoïstes. Il avait été décidé que Cohn-Bendit lui poserait des questions sur les articles hostiles de L’Humanité concernant Nanterre et les "pro-chinois", qui interviendraient si Juquin refusait de répondre"[51].
- vendredi 26 avril, enquête-documentaire de l'ORTF sur la résidence universitaire Nanterre. Didier Gallot et Patrick Buisson, militants à la FNEF de Nanterre avec Hubert de Kervenoaël l'enmènent porter plainte[52],[49]. Une seconde plainte est déposée par le recteur Jean Roche[Lequel ?], au sujet de la publication de la recette du Cocktail Molotov, dans le journal Mouvement du 22 Mars.
- samedi 27 avril, Daniel Cohn-Bendit arrêté à 8h30, en bas de chez lui, alors qu'il part à l’ORTF participer à une émission[53]. Il est interrogé au commissariats de Nanterre, Puteaux puis à la police judiciaire et libéré à 20 h[54], sur décision du Garde des sceaux, Louis Joxe et du Premier ministre Georges Pompidou[53]. Il est dans la soirée interrogé sur les ondes de l'ORTF à la suite de son arrestation[53]. Hubert de Kervenoaël a porté plainte et l'accuse de l’avoir molesté le 25 avril.
- dimanche 28 avril, dans un communiqué, la FNEF accuse Cohn-Bendit d’avoir prononcé de violentes menaces devant témoins à l’encontre de Kervenoaël[55]. Cohn Bendit répond qu'il a davantage protégé qu’agressé Kervenoaël[53] et seulement fait un canular potache avec la recette du Cocktail Molotov[53].
- 28 avril 1968, les GPA attaquent à Paris l'exposition sur les « crimes » des Vietcongs organisée par le Front uni de soutien au Sud-Viêtnam dirigé par Roger Holeindre qui se tient, 44, rue de Rennes.
- 29 avril, Conseil universitaire à Nanterre : « le corps enseignant unanime exprime sa détermination d'assurer le déroulement des examens dans les formes régulières ». Le principe d'une force universitaire de sécurité est approuvé par le recteur Jean Roche[33].
- 2 mai, plusieurs cours n'ont pu avoir lieu du fait d'incidents (menaces proférées contre des étudiants, des professeurs, des fonctionnaires).

#### Le départ d'enseignants après 1968
Le bâtiment G, des Sciences économiques notamment, a été initialement destiné à accueillir Sciences Po Paris. L'effervescence de 1968 a conforté les opposants (enseignants et élèves) à ce transfert dans leur refus de quitter Paris intramuros. Seuls quelques pionniers de l'IEP, dont le professeur Mendras, s'y installèrent.
L'université Paris-X est créée en 1970, réunissant la faculté des lettres, des sciences économiques et du droit, avec comme premier président l'historien René Rémond, qui avait succédé l'année précédente au philosophe Paul Ricœur.

## Mouvements étudiants des années 1970
L'agitation se poursuit, avec notamment plusieurs jours d'émeute en 1970 à la suite de la tentative de l'administration d'autoriser la police à pénétrer sur le campus, dont le paysage évolue par ailleurs.

### Émeutes de février-mars 1970 et leurs conséquences
Deux ans après le 22 mars 1968, le campus est confronté à une série d'émeutes qui vont faire jusqu'à 187 blessés certains jours , sous l'impulsion de militants du groupe maoïste Gauche prolétarienne, fondé quelques mois plus tôt.
Ses militants, parfois venus de Vincennes haranguer les étudiants de Nanterre, reprennent les actions lancées sur le campus en mai 68 par le Mouvement du 22 mars: critique parfois violentes de certains cours et examens.

#### Attaque du doyen Ricœur le 23 janvier 1970
Le 23 janvier 1970, un groupe de maoïstes envahit le bureau de Paul Ricœur, doyen de Nanterre, pour l'insulter et le menacer. Trois jours après, le doyen est de nouveau pris à partie au bâtiment C : insultes, coups, crachats au visage, poubelle renversée sur sa tête. Les 3 et 5 février, deux appariteurs subissent insultes, menaces de mort, sévices divers, tandis que du mobilier est jeté par les fenêtres du bâtiment C.

#### Les tensions entre maoïstes et communistes
La tension s'accroît encore avec le XIXe congrès du PCF tenu à Nanterre, du 4 au 8 février 1970, d'autant qu'un film doit y être consacré par le cinéaste Jean-André Fieschi et que les maoïstes sont fiers, depuis deux ans, d'avoir évincé Pierre Juquin (PCF) du campus en Mai 68. Etudiant sur le campus de Nanterre, Alain Lenfant, membre des Jeunesses communistes révolutionnaires, a réussi à « entrer » (incognito) au sein de l’Union des étudiants communistes, formation liée au PCF pour tenter d'atténuer ces tensions mais échoue.
Le 12 février 1970, deux étudiants sont sommés de quitter la faculté puis des commandos casqués saccagent la salle proche de la cafétéria en brisant chaises et banquettes, pour en faire des matraques et partent à l’attaque de vendeurs du journal, Nouveau Clarté et de syndicalistes de la CGT, puis de la Résidence universitaire de Nanterre ce qui cause un blessé grave, tandis que 7 voitures en stationnement sont endommagées, mais les maoïstes doivent finalement se replier.
Le lendemain, en riposte, une cinquantaine d'étudiants maoïstes, certains casqués, armés de bâton, de bouteille ou d'un morceau de câble, assiègent un nombre à peu près égal d'étudiants communistes, réfugiés, à la faculté de droit, dans le local de la Fédération générale des étudiants de Nanterre (FGEN), affiliée à l'UNEF-Renouveau
Le 20 février, un groupe d'étudiants communistes est séquestré dans un amphithéâtre,. Sur ordre de la direction du PCF, Pierre Bernardini, rassemble une dizaine de militants pour les libérer, sans voir que les ravisseurs les suivent ensuite jusqu'au parking avec des barres de fer et des poches pleines de poudre, de tessons de verre et de grenaille. Une Austin, où sont montés des amis de Bernardini est attaquée à coups de barre de fer et lui-même, qui n'a pas eu le temps d'y monter, est blessé par une projection de bouteille et des coups à la tête, qui l’immobilisèrent plusieurs mois avec une double fracture du crâne et dix jours de coma. Deux étudiants des jeunesses communistes sont laissés pour morts[réf. nécessaire].

#### Appel du doyen à la police
Le lendemain en fin de journée, Paul Ricœur, doyen de Nanterre, est convoqué par son ministre de tutelle Olivier Guichard, qui exige que l’ordre revienne . Puis on l’informe que le ministre de l’Intérieur Raymond Marcellin, a décidé d’investir le campus le lendemain. Mais au petit matin du 22 février, Paul Ricœur refuse: il laisse les CRS à l’extérieur des bâtiments où ils se font bombarder de tables et machines à écrire. Des étudiants d’extrême droit d’Assas viennent provoquer ceux de Nanterre[réf. nécessaire].
Finalement, Paul Ricœur et son dauphin René Rémond demandent au conseil d’université, l’autorisation de faire intervenir la police et d’organiser des rondes de nuit sur le campus. Ils sont reçus le 26 février 1970 par le ministre de l’Intérieur. Malgré la création du département des Hauts-de-Seine le 1er janvier 1968, sa préfecture n'est érigée qu'en 1971 et la police dépend de Paris. Paul Ricœur y était opposé mais a dû changer d'avis en raison de la stratégie des maoïstes qui se sont attaqués aux communistes et des incidents sanglants du 12 février. Sa décision est approuvée par la quasi-totalité du conseil de gestion de la faculté des lettres, gauche et droite réunies.
Le 27 février commence la « surveillance » policière, suscitant le début d’un Cycle provocation-répression-mobilisation. Des policiers sont attaqués. Les maoïstes organisent des barrages le 28 février. Un véhicule de l’ORTF est « attaqué » et une bagarre fait neuf blessés . Parmi les maoïstes de Vive la révolution (VLR) pourchassant le GUD, le futur historien Stéphane Courtois.
Dans un esprit d'apaisement, après avoir reçu une délégation, le doyen demande à la police de ne plus entrer sur le campus. Le matin du 2 mars, une cinquantaine d’étudiants conservateurs se concentrent au bâtiment de droit pour dénoncer les blocages d’examen. Ils sont pourchassés par une centaine d’étudiants casqués et armés. L’intervention d'un groupe de 5 policiers en faction, vers 16h, vire à leur attaque par quelque 200 jeunes jusqu’à 19 heures.
Le 3 mars, du coup, la réaction est brutale, la police déplorant un total d'une soixantaine de blessés dans ses rangs. Les étudiants commencent par attaquer les gardiens municipaux dans la rue de la Folie puis se replient sur le campus. Vers 15h30, la police avance en grand nombre, saccage les voitures des étudiants sur le parking et passe en fin de journée à la chasse aux étudiants, armés ou pas, retranchés au restaurant universitaire, gazés et encerclés par des CRS. Ils ne sont extirpés en fin de journée que par l’intervention des garde-mobiles. Le restau U est dévasté, des millions de dégâts matériels, ce qui entraîne la suspension des cours par le conseil de gestion. L'ORTF montre un personnel choqué, quand le préfet de police de Paris Maurice Grimaud, vient constater l’ampleur des dégâts. Le Nouvel Obs titre: « Faut-il brûler Nanterre ? ».
Le 6 mars une manifestation sur le campus réunit 3 000 personnes dans un amphitéâtre, sans désordre, ni violence, sauf une porte d’amphi (A1) fracturée pour fêter le départ des policiers. Les militants des diverses organisations gauchistes venus d'autres universités sont nombreux à avoir fait le voyage à Nanterre. Un petit groupe de militants anarcho-maoïstes de Nanterre dénonce un meeting de "récupération" qui ne serait qu'un "front défensif" face à la présence de la police, et un membre du bureau de l'UNEF voit deux tâches urgentes pour passer à un "front offensif", "chasser physiquement les fascistes du centre Assas" et organiser une manifestation à Paris. Les participants prennent alors le train pour rallier le grand hall de la gare Saint-Lazare et une manifestation improvisée qui a « surtout pour but d'attirer l'attention des voyageurs », selon Le Monde.

#### Déplacement des maoïstes à Assas et réaction de l'opinion
Le même jour, les maoïstes se déplacent à Assas pour en faire le siège. « Un vent prolétarien commença à souffler à Nanterre, un vent qui réchauffait le cœur des étudiants et glaçait le sang de toutes les vermines réactionnaires » écrit au même moment La Cause du peuple du 13 mars 1970. « Mot fétiche » des maoïstes, « réactionnaire » sert à (dis)qualifier indistinctement tous ceux qui ne s’inscrivent pas dans la mouvance révolutionnaire. Le 9 mars, le doyen Paul Ricœur démissionne, remplacé par René Rémond, comme avait démissionné un an plus tôt son prédécesseur Pierre Grappin.
L'opération policière semble avoir renforcé la stratégie de la tension lancée par les « maos » sur le campus, mais elle resserre aussi les rangs de l'opinion derrière le gouvernement. Le 12 mars 1970 dans une interview à France-Soir, le Premier ministre  Georges Pompidou affirme qu’« il n’est pas admissible, il n’est pas tolérable que l’on continue, comme c’est actuellement le cas dans un certain nombre d’universités, à empêcher tout le monde de travailler, à bafouer les professeurs et les doyens, à détruire le matériel et les équipements ». Dans Le Nouvel Obs du 22 mars 1970, Claude Angeli rapporte que beaucoup de policiers se sont demandé si « en haut lieu on ne souhaitait pas que les événements de Nanterre soient le plus violents possible ».
L'hebdomadaire maoiste La Cause du peuple du 23 mai décrit le placement de Lizette M’Baire, et trois autres militants, en détention préventive depuis plusieurs mois « pour l’expulsion hors du campus de Nanterre du leader néo-nazi Prade ».

#### Boycott et violences au restaurant universitaire
Les incidents continuent au Printemps et à l'automne. Des députés de Dordogne écrivent des lettres solennelles au ministre de l’Intérieur demandant "à supprimer" le bidonville aux portes de l’université car selon eux "des adolescents, Nord-Africains pour la plupart, constituent la troupe à tout faire des éléments perturbateurs". Dans les bidonvilles, le chantage à l’expulsion se répand entre avril et juin. Dans un rapport détaillé à l’été 1970, les Renseignements généraux dénombrent six points de jonction dans la ville entre gauchistes et immigrés. 
La situation s’envenime après la mise en place de 16 « contrôleurs » des cartes à l’entrée du restaurant universitaire, qui génère à lui seul la moitié des pertes de toute la région pour le CROUS. Des sandwichs sont vendus par les étudiants, des « appariteurs musclés » en civil attaquent des militants, les locaux administratifs sont envahis puis le restaurant universitaire est fermé pendant des mois. L’année 1970 se clôt par une vraie débandade des maoïstes: ouvertement dénoncés par les travailleurs du restaurant eux-mêmes, ils en sont chassés dans une dernière tentative d’ouverture du resto U. Les soutiens se sont effilochés. Les subventions aux cours d’alphabétisation aident à refermer en parallèle les espaces jusque là ouverts au tout-venant : resto U, piscine, bâtiments, cité universitaire.
Au cours de la journée du 5 novembre 1970, « diverses scènes de violence » ont lieu lors du boycottage du restaurant universitaire pour demander le départ d'une quinzaine de "contrôleurs" de cartes universitaires, qui commence par une distribution pacifique de pommes, de vin et de sandwiches aux étudiants mais tourne à la violence, à l'arrivée de groupes maoistes et anarchistes, alors que la police reste en lisière du campus. Ces "contrôleurs" étaient accusés d'avoir pris des photos ou aidé la police à reconnaitre des étudiants sur des photographies, amenant l'inculpation de 5 militants du groupe maoïste "Vive la Révolution".
Ces groupes maoistes et anarchistes, « désavoués par les militants des autres groupes gauchistes ont pris à partie des enseignants isolés », selon Le Monde. Parmi leurs victimes, Jean-Maurice Verdier, doyen de la faculté de droit et des sciences économiques, est molesté par une vingtaine de personnes aux abords du restaurant universitaire avant d'être protégé par d'autres étudiants. Peu après, trois enseignants, membres du conseil transitoire de gestion de la faculté des lettres, sont kidnappés dans des bureaux et amenés de force à une "assemblée générale",pour y être sommés de " s'expliquer " à propos de ces contrôleurs. L'un d'eux, Philippe Vigier, porte plainte pour avoir été jeté à terre et frappé d'un coup de pied au visage. Dans l'après-midi, 100 à 150 militants maoïstes de la Gauche prolétarienne tentent de déloger les "contrôleurs" avec des barres de fer et des cailloux.
Le cours de droit fiscal de Jean Foyer, ancien ministre de Charles De Gaulle, à la faculté de droit et des sciences économiques de Nanterre est interrompu le 4 novembre en fin de matinée par une trentaine d'étudiants « maoïstes » s'en prennent à ses affaires personnelles ou crachent en sa direction car ils lui reprochent d'avoir créé la Cour de sûreté de l'État et signé les accords franco-tchadiens. Un autre de ses cours est à nouveau perturbé le 6 novembre.
Les soixante employés du restaurant, en réaction, décident de capturer pendant une heure un cadreur de l'ORTF, l'accusant de travailler pour les gauchistes, rapporte Le Monde, qui observe que « le restaurant de Nanterre, contribue pour moitié au déficit de tous les restaurants universitaires de la région parisienne » et un grand écart entre deux « stratégies » étudiantes qui ne se soutiennent plus comme en Mai 68, celle du gauchisme " réaliste " et celle du gauchisme de " guérilla " des maoïstes du "Mouvement du 27 mai", où se retrouvent beaucoup de militants de l'ex-Gauche prolétarienne, depuis dissoute, qui le 3 mars 1970 étaient allés « chercher » les policiers aux portes du campus pour les affronter.
Les juristes de Nanterre et l'ex-doyen plaident dans Le Figaro pour que l’UER de sciences juridiques puisse faire sécession,.

#### Les mouvements de 1976 et 1978
- Au printemps 1976, l'université est paralysée pendant trois mois par une grève nationale contre la réforme du second cycle. Les étudiants en économie obtiennent tous leur diplôme après avoir boycotté les examens. Ceux de droit doivent tous passer leurs examens en septembre 1976.
- En 1978, les élections universitaires sont sabotées par des autonomes qui pillent le restaurant universitaire et incendient le local de l'UNEF.

## Mouvements étudiants des années 1980
Des affrontements opposent régulièrement militants anarcho-communistes et d'extrême droite. Au cours de l'un de ces affrontements, un militant d'extrême droite se tue en traversant une voie ferrée. En novembre 1986, l'université est occupée dans le cadre de la grève nationale contre le projet Devaquet.

## Mouvements étudiants des années 1990
En novembre et décembre 1995, l'université est paralysée par une grève nationale pour l'augmentation du budget des universités.
En 1997, le centre informatique de l'université est occupé pendant plusieurs semaines par des étudiants non-inscrits. Cette occupation entraîne la fermeture totale de l'université pendant deux jours. Le président est contraint à la démission. La nouvelle présidente est remplacée peu de temps après par André Legrand.
En 1998, un groupe de chômeurs occupe durant plusieurs semaines l'un des amphithéâtres du bâtiment B. La même année, des étudiants sans-papiers font une grève de la faim durant trois semaines pour obtenir leur inscription.
En 1999, les étudiants non-inscrits occupent pendant plusieurs semaines l'amphithéâtre du bâtiment D.

## Mouvements étudiants des années 2000
En novembre 2000, les étudiants non-inscrits occupent durant une semaine le bureau du Centre d'Éducation Permanente situé au rez-de-chaussée du bâtiment G.[réf. nécessaire]
Le 27 novembre 2002, l'occupation de la salle E 103 par une dizaine de chômeurs et d'étudiants entraîne l'intervention d'une cinquantaine de policiers sur le campus. Les occupants sont évacués et placés pendant quarante-huit heures en garde à vue.[réf. nécessaire]
En février 2004, le mur du bâtiment D est entièrement détruit par des étudiants à l'occasion d'une manifestation contre la politique sécuritaire de l'université. Le président fait rapidement reconstruire le mur. Au mois de novembre, la seconde tentative de destruction est violemment réprimée par les vigiles de l'université. Plusieurs manifestants sont blessés[réf. nécessaire]. L'un d'entre eux, Sébastien Schifres, est accusé d'avoir participé à la destruction du mur et est emprisonné durant trois semaines à la maison d'arrêt des Hauts-de-Seine (située à Nanterre, à quelques dizaines de mètres du campus). Il sera condamné pour des violences en réunion à 5 000 euros de dommages et intérêts.
En 2006, Des manifestations ont lieu depuis février, à l'université et dans Paris, contre le projet du Contrat première embauche (CPE). Une mobilisation de l'université de Nanterre se met en place par le biais d'assemblées générales, qui conduit aux blocages de quelques bâtiments et à l'occupation de certains locaux. Au fil du temps le blocage des bâtiments réalisé par des étudiants grévistes, paralyse l'ensemble de la faculté, et des tensions naissent, obligeant les forces de l'ordre à intervenir, afin d'éviter de nouveaux affrontements entre les grévistes et non grévistes. De ce fait, celle-ci aura été fermée sur décision du président Olivier Audéoud pour une durée indéterminée. L'université fut officiellement fermée du 14 mars au 28 mars. Le 24 avril, la reprise des cours aura été possible.[non neutre]
En 2009, Le blocage des cours par des étudiants et enseignants, en particulier dans les bâtiments de sciences humaines, pour protester à la réforme du statut des enseignants-chercheurs et à l'autonomie des universités perturbent considérablement les enseignements durant plus de trois mois consécutifs (début février à mi-mai). Certaines assemblées générales constituées votent la validation de facto des enseignements sur une base de 10. Non accordé par la présidence, la session d'examen sanctionnant « ce qui avait été fait » a finalement été tenue in extremis.[non neutre]

## Mouvements étudiants des années 2010
En 2016, dans le contexte de la contestation contre la loi El Khomri, l'occupation de l’Espace Reverdy (bâtiment L) débute le 21 mars et prend fin pendant l'été.
En 2018, l'université est bloquée plusieurs mois, d'avril à juin, contre la loi Vidal qui met en place la sélection à la fac. Une action conduit à l'occupation d'un des bâtiments par une trentaine d'étudiants après que ceux-ci ont brisé des vitres pour s'y introduire. Sept interpellations ont lieu après l’intervention des CRS. Deux anciens étudiants de l’établissement seront condamnés pour violences.

## Mouvements étudiants des années 2020
En 2021-2022, une trentaine de personnes occupent le bâtiment de la Présidence de l'université (bâtiment Grappin) pendant près de neuf mois, pour obtenir une inscription à l'université des étudiants sans affectation, les « sans fac ». Cette occupation débute le 29 octobre 2021 après plusieurs semaines de mobilisation des sans-fac et de leur syndicat l'UNEF. Début décembre, le mouvement obtient le soutien politique et syndical de Solidaires, Force ouvrière, de La France insoumise ainsi que du Nouveau Parti anticapitaliste. En juillet 2022, la direction de l'Université annonce dans un communiqué la fin de l'occupation par l'Unef de la tour Grappin, après neuf mois de mobilisation. Selon l’Unef Nanterre, 75 inscriptions de « sans-fac » ont été effectuées au cours de l'année scolaire 2021-2022
En 2023, l'université est bloquée à plusieurs reprises contre la réforme des retraites. Une assemblée générale de plus de 300 étudiants est à l'initiative d'un appel à organiser une Coordination Nationale Étudiante. Celle-ci sera à l'initiative de plusieurs journées de mobilisations nationales, dans l'optique de bousculer le calendrier décrété par l'intersyndicale et de chercher à construire un véritable mouvement de grève reconductible.